# ナイトスクエア
『ナイトスクエア』は、1983年10月2日から1984年3月25日までTBS系列局で放送されていたTBS製作の音楽番組である。放送時間は毎週日曜 23:00 - 23:30 （日本標準時）。

## 概要
当時TBSのアナウンサーだった宮内鎮雄が司会を、仲村裕美がレギュラーを務めていた深夜番組で、当時の最新ポップス情報を紹介するコーナーとゲスト歌手のコーナーで構成されていた。
この番組の最終回をもって、1974年4月放送開始の『サウンド・イン"S"』から10年間続いたTBS日曜23:00枠の音楽番組シリーズは終了した。